# Rickie Lambert
Rickie Lambert (Kirkby, Condado de Merseyside, Inglaterra, 16 de febrero de 1982) es un exfutbolista inglés. Jugaba de delantero y su último equipo fue el Cardiff City de la Football League Championship de Inglaterra.

## Trayectoria
Debutó como futbolista profesional en el Blackpool F. C. pasando por una serie de equipos hasta que en el año 2009 fichó por el Southampton F. C.. El 2 de junio de 2014 se hizo oficial el fichaje de Rickie Lambert al Liverpool F. C. por 6.700.000 de €.[cita requerida]

## Selección nacional
Ha sido internacional con la selección de fútbol de Inglaterra en 11 ocasiones y ha marcado 3 goles. Debutó el 14 de agosto de 2013, en un encuentro amistoso ante la selección de Escocia que finalizó con marcador de 3-2 a favor de los ingleses. El 12 de mayo de 2014, Lambert fue incluido por el entrenador Roy Hodgson en la lista final de 23 jugadores que representarán a Inglaterra en la Copa Mundial de Fútbol de 2014.

### Participaciones en Copas del Mundo
| Mundial                        | Sede   | Resultado    |
| ------------------------------ | ------ | ------------ |
| Copa Mundial de Fútbol de 2014 | Brasil | Primera fase |

## Clubes
| Club                 | País       | Año       |
| -------------------- | ---------- | --------- |
| Blackpool F. C.      | Inglaterra | 1998-2000 |
| Macclesfield F. C.   | Inglaterra | 2001-2002 |
| Stockport County     | Inglaterra | 2002-2005 |
| Rochdale F. C.       | Inglaterra | 2005-2006 |
| Bristol Rovers       | Inglaterra | 2006-2009 |
| Southampton F. C.    | Inglaterra | 2009-2014 |
| Liverpool F. C.      | Inglaterra | 2014-2015 |
| West Bromwich Albion | Inglaterra | 2015-2016 |
| Cardiff City         | Gales      | 2016-2017 |

## Palmarés

### Títulos nacionales
| Título                 | Club              | País       | Año     |
| ---------------------- | ----------------- | ---------- | ------- |
| Football League Trophy | Southampton F. C. | Inglaterra | 2009-10 |

### Distinciones individuales
| Distinción                                                    | Año     |
| ------------------------------------------------------------- | ------- |
| Máximo goleador de la Football League Two (22 goles)          | 2005-06 |
| Máximo goleador de la Football League Championship (31 goles) | 2010-11 |
| Máximo goleador de la Football League Championship (27 goles) | 2011-12 |